# Charles Kelley
Pour les articles homonymes, voir Kelley.
Charles Kelley (né le 11 septembre 1981) est un auteur-compositeur-interprète américain, membre du groupe Lady A créé en 2006. Il sort un album solo en février 2015. C'est le frère du musicien Josh Kelley.

## Biographie
Kelley est originaire d'Augusta, Géorgie. C'est le plus jeune des trois fils du cardiologue Docteur John W. Kelley et de sa femme Gayle. Charles commence sa carrière musicale à l'âge de 11 ans. Son frère aîné Josh Kelley se passionne également pour la musique et avec leur troisième frère John, ils forment un groupe nommé Inside Blue. Ils enregistrerons un CD cinq titres qui leur permettra d'attirer plus tard l'attention d'un label. Charles rencontre Dave Haywood à la Riverside Middle School d'Evans (Géorgie) avec qui il écrira à l'âge de 14 ans sa première chanson. Ils commencent à jouer de la musique ensemble à la Lakeside High School, dans un groupe de jazz qui est également composé de Josh Kelley. Il fréquente l'Université de Géorgie d'où il sort diplômé en 2004. 
Charles, après quelque temps à travailler dans l'entreprise de construction de son frère John part s'installer à Nashville avec son autre frère Josh. Il forme là-bas le groupe de musique country Lady Antebellum en 2006 avec Dave Haywood et Hillary Scott.
En février 2016, Charles sort son premier album solo avec pour premier single "The Driver".

### Vie privée
Charles Kelley est marié depuis juin 2009 à Cassie McConnell. Le 11 février 2016, le couple annonce la naissance de leur premier enfant ; le petit Ward Charles.